# Акопян Вадим Миколайович
Акопян Вадим Миколайович (23 січня 1963 року, м. Калінінград) — директор Музею історії та культури євреїв Білорусі (2012—2019), голова білоруського Громадського об'єднання «Республіканський фонд „Голокост“» (2012—2019), заступник голови Спілки білоруських єврейських громадських об'єднань та громад (2016—2021).

## Біографія
Акопян В. М. народився в м. Калінінграді в 1963 році. Батько — Акопян Микола Аракелович, водій, мати — Акопян (Клігер) Фаїна Гершен-Гецелівна, бухгалтер. 1964 року сім'я переїхала до Вітебська.
В 1985 році закінчив хімічний факультет Білоруського державного університету. Після закінчення працював у Мінську на підприємствах електронної промисловості. В 2016 році також здобув ступінь бакалавра на історичному факультеті Відкритого університету Ізраїлю.
З 2012 по 2019 рік обіймав посаду директора Музею історії та культури євреїв Білорусі. У цей період був головою Громадського об'єднання «Республіканський фонд „Голокост“».
З 2016 до 2021 року був заступником голови Спілки білоруських єврейських громадських об'єднань та громад.
З 2014 року — заступник голови Меморіального комітету зі збереження пам'яті про жертв Голокосту в Республіці Білорусь.
Одружений, двоє дітей.

## Публікації та фільмографія
- WorldCat Identities. Акопян, В. Н (Вадим Николаевич)(рос.)
- Память и время, Минск, издательство «Медисонт», 2014, ISBN 978-985-7085-23-1(рос.)
- Pamiatʹ i vremia : alʹmanakh / sostaviteli V.N. Akopi︠a︡n [and 4 others.](англ.)
- Образ Холокоста в телевизионной документальной драме-трилогии «Хроника Минского гетто»(рос.)
- Луцкий В., Герстен Б. Хроника Минского гетто. Фильм 2. За честь и свободу (9:15, 9:30, 16:33, 17:05, 26:20, 27:37, 41:30);(рос.)
- Луцкий В., Герстен Б. Хроника Минского гетто. Фильм 3. Рождённые дважды (11:46, 15:41);(рос.)
- Луцкий В., Герстен Б. Зондергетто - Хроника Минского гетто (4:39, 36:10, 38:35, 40:43, 42:04, 48:14).(рос.)

## Нагороди
- Знак ЦК ВЛКСМ «Молодий гвардієць XI п'ятирічки» І ступеня (1983 рік)[12];
- Подячний лист уповноваженого у справах релігій та національностей при Раді Міністрів Білорусі (2014 рік).